# Кировске
Кировске (укр. Кіровське) град је Украјини у Доњецкој области. Према процени из 2012. у граду је живело 28.470 становника.

## Становништво
Према процени, у граду је 2012. живело 28.470 становника.
| 1979.  | 1989.  | 2001.  | 2012.  |
| ------ | ------ | ------ | ------ |
| 20.376 | 32.552 | 30.910 | 28.470 |